# Větrný mlýn (Holgate)
Větrný mlýn Holgate je pětipodlažní věžový větrný mlýn v Holgate v Yorku v severním Yorkshire v Anglii, který byl obnoven do funkčního stavu.
Byl postaven v roce 1770 z cihelných kamenů prvním majitelem a mlynářem Georgem Waudem. On, jeho syn a vnuk vedli mlýn až do roku 1851. Mlýn byl původně vybaven pěti plachtovými lopatkami, které byly později nahrazeny dvojitými patentovými lopatkami. V roce 1841 byl mlýn popsán s třemi páry mlýnských kamenů, dvěma stroji a pěti lopatkami. Do roku 1858 byl přidán čtvrtý pár kamenů
V roce 1859 byla postavena nová sýpka a instalován parní stroj, který zvětšil ziskovost mlýna. Bylo postaveno také další patro. V roce 1930 byl nainstalován velký elektromotor, který nahradil parní stroj, komín a kotelnu, které byly odstraněny. Po poškození bouří mlýn musel zastavit mletí větrnou energií. Mletí s elektromotorem skončilo úplně v roce 1933. V roce 1939 byla na mlýn natřena nová bílá barva. Poslední mlynář mlýna byl Thomas Mollet; Eliza Gutch a její rodina byli poslední známí majitelé mlýna.
Mlýn byl v roce 1954 zařazen mezi památky třídy II. V roce 2001 vznikla společnost Holgate Conservation Society a mlýn se otevřel veřejnosti v roce 2005 poprvé po 70 letech. Plánování obnovy mlýna začalo v roce 2003 a obnovení začalo v roce 2006. Oficiální otevření se konalo dne 23. června 2012.